# San Marcos Tlapazola
San Marcos Tlapazola es una pequeña comunidad rural que se dedica a la agricultura, se ubica aproximadamente a 10 minutos al sur de Tlacolula de Matamoros y a una hora de la Ciudad de Oaxaca.

## Origen
Tlapazola se traduce como “Lugar de nidos‘ en nahuatl.
La comunidad cuenta con una iglesia del siglo XVI, que fue fundada el 6 de marzo de 1736. Lo cual fue construido por indígenas bajo esclavitud por un grupo de evangelizadores españoles durante un largo periodo . Los españoles solían traer consigo traductores indígenas como tales los nahuatl quienes fueron conquistados primero, debido a esto varias comunidades de la región tienen nombres derivados del nahuatl. Se estima que la población fue fundada en el año 1550 aproximadamente, lo cual permitió que la población fuese una de las destacadas del aquel entonces, así siendo como un centro principal de evangelización de la región, también debido a que los españoles tenían interés en la minería en el lugar. La población fue uno de los primeros en la Antigua Antequera, lo cual abarcaba uja gran extensión en gran parte en los actuales territorios de San Juan Guelavía y partes de San Jerónimo Tlacochahuaya, Magdalena Teitipac.
Durante la llegada de los españoles el lugar era un lugar próspero y lleno de vida el cual la fauna del lugar anidaba en el lugar, dando así el nombre Tlapazola en nahuatl.
la población se dedica a la producción de barro y ala agricultura.
La población está en constante disminución, debido a situaciones económicas, la tasa de emigración es alta, se espera que la población siga disminuyendo debido a que el 60% de la población es mayor de 50 años. 
Sensos anteriores:
2000: 1500 hab
2005: 1250 hab
2010: 969 hab
2020: 870 hab
San Marcos Tlapazola dejó de ser un Municipio Libre y Soberano en 1920 bajo una autoridad débil e incapaz de gestionar las relaciones de la comunidad. La comunidad "pertece" a Tlacolula de Matamoros el cual no hace entrega de los recursos designados para la comunidad. La mayoría de las previas autoridad se dedicaron a la corrupción el cual impide que la población prospere. Durante la construcción del "Fraccionamiento Yagul" las autoridades de Tlacolula explotaron los recursos naturales de la comunidad sin ninguna otorgacion de ello, ni tampoco dando nada a cambio.

## Alfarería tradicional
San Marcos ha sido proveedor durante mucho tiempo de alfarería para los Valles Centrales y el mercado de Tlacolula. Hay 240 alfareras en el pueblo. Sin embargo, desde finales de la década de 1980 las alfareras del pueblo se han dedicado a experimentar con nuevas formas, lo que ha llevado a mejores ventas y reconocimiento para el pueblo.
Las formas tradicionales son ollas, pichanchas, cazuelas, bateas, batidores y comales. Las alfareras innovadoras también elaboran vasijas, platos, teteras, salseras, alcancías y platones de servicio, todo lo que la imaginación propone.

## Idioma
Zapoteco de San Marcos Tlapazola, y español.
(90.4%) de la población domina el zapoteco. El número está en disminución 

## Feria del Barro Rojo
Durante las dos semanas de celebración de la Guelaguetza se puede asistir a la Feria del Barro Rojo en el centro del pueblo a mediados del mes de Julio.

## Cómo llegar
Para llegar a San Marcos Tlapazola, existen dos vías: una es llegar al municipio de Tlacolula de Matamoros, recorrer casi 15 minutos en carretera y llegar al destino. Otra vía de acceso es a través de San Juan Guelavía; aquí tendrás que entrar a esta población y empezar a cruzar camino, para llegar a San Marcos, esta vía es más corta y posiblemente, un poco más rápida, no obstante este camino de San Juan Gelavia no está pavimentado es terracería y de ves en cuando las lluvias descomponen el camino haciéndose difícil el transitar por esta via.